# 邁克·威廉斯
邁克·威廉斯（Michael K. Williams，1994年10月4日—）是美国一位美式足球運動員，目前是國家美式橄欖球聯盟洛杉矶闪电的外接員。他於2017年NFL選秀中以第七顺位的順序被洛杉矶闪电选中。